# Want Want China Holdings
Want Want China Holdings Limited er den største producent af riskager og aromatiseret mælk i Kina. Virksomheden er også engageret i fremstilling og salg af snacks og drikkevarer. Moderselskabet er Want Want Holdings i Taiwan.
Want Want China Holdings er etableret i 2007 og det har hovedsæde i Shanghai. Selskabet er registreret på Cayman-øerne og blev i 2008 børsnoteret på Hong Kong Stock Exchange. Den største aktionær er grundlæggeren Tsai Eng-Meng, næststørste er Iwatsuka Confectionery fra Nagoya. Selskabets riskiks har gennem flere år været meget populære i Japan.
I 2010 var virksomhedens omsætning på 2,24 mia. $.
I juli 2012 blev China Network Systems Co (CNS) opkøbt af Want Want China.